# Viktor Ferdinand von Kranold
Viktor Ferdinand von Kranold (ur. 19 września 1838 w Eilenburgu, zm. 22 września 1922 w Berlinie) – niemiecki prawnik i urzędnik kolejowy.

## Życiorys
Uczęszczał do szkoły chłopięcej w Eilenburgu i do państwowej szkoły Pforta w Naumburgu. Następnie studiował na Uniwersytecie w Lipsku (1857-1859), gdzie działał w Korpusie Lusatia Leipzig, ukończył studia na Uniwersytecie Śląskim we Wrocławiu (1860) i służył jako roczny wolontariusz; był aplikantem adwokackim w Eilenburgu (1862-); jako oficer rezerwy uczestniczył w wojnie niemiecko-duńskiej i wojnie prusko-austriackiej (1866).
Po zdaniu egzaminu asesorskiego został zatrudniony w administracji państwowej kolei (1867), m.in. był pracownikiem Dyrekcji Kolei we Wrocławiu (Königlichen Eisenbahnoberdirektion Breslau) (1868). W 1870 przeniósł się na Kolej Wilhelma (Wilhelmsbahn) w Raciborzu. W tym okresie był także członkiem Królewskiej Dyrekcji Kolei Górnośląskiej (Königlichen Oberschlesischen Eisenbahndirektion) i pięć lat później, członkiem zarządu Kolei Dolnośląsko-Marchijskiej (Niederschlesisch-Märkische Eisenbahn), z siedzibą w Berlinie. W 1884 został prezesem Dyrekcji Kolei we Wrocławiu, i prezesem Dyrekcji Kolejowej w Berlinie (1893-1904). 
W 1904 został nobilitowany przez Wilhelma II. 